# Vlag van Landen
De vlag van Landen werd door de gemeenteraad op 20 december 1985 officieel vastgesteld als de gemeentelijke vlag van de Vlaams-Brabantse gemeente Landen. Op 10 december 1986 werd hij door het Bestuur van Vlaanderen bevestigd en uiteindelijk gepubliceerd op 3 december 1987 in het officiële Belgisch Staatsblad.
Officieel wordt de vlag beschreven als:
Drie even hoge banen van wit, van zwart en van rood.
De kleuren van de vlag zijn afkomstig op het gemeentewapen.

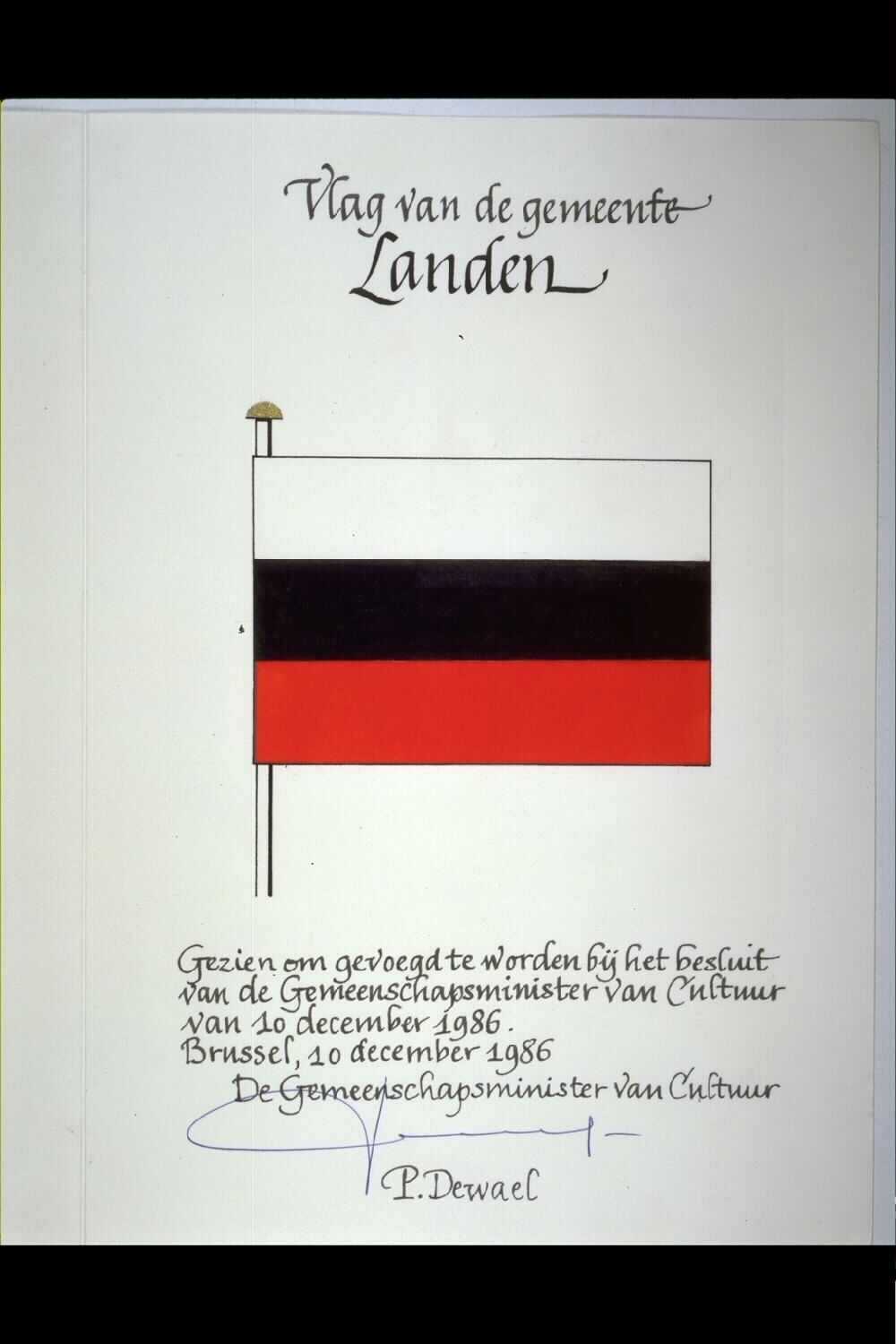
Ontwerp vlag getekend door Patrick Dewael